# Guerre des gangs en Haïti
Crise haïtienne de 2017-2024
Depuis 2020, la capitale d'Haïti, Port-au-Prince, est le théâtre d'une guerre de gangs,,, entre deux groupes criminels majeurs et leurs alliés : les Forces révolutionnaires de la famille du G9 et leurs alliés (FRG9 ou G9) et le G-Pep. Le pouvoir haïtien et les forces de sécurité haïtiennes ont du mal à maintenir leur contrôle sur Port-au-Prince au milieu de ce conflit, les gangs contrôlant apparemment jusqu'à 90 % de la ville en 2023.
En réponse à l'escalade des combats entre gangs, un mouvement d'autodéfense armé, connu sous le nom de bwa kale (du français bois calé), a également émergé dans le but de lutter contre les gangs,.

## Contexte
Depuis les années 1950, des groupes armés non étatiques sont solidement implantés en Haïti. Ce processus commence avec la création des milices paramilitaires, les Tontons Macoutes par le dictateur haïtien François Duvalier, utilisés pour réprimer violemment les dissidents,. Après la fin de la dictature avec la destitution de Jean-Claude Duvalier du pouvoir en 1986, la violence non étatique s'est poursuivie. Les Tontons Macoutes sont dissous, mais ils n’ont jamais été désarmés et se sont donc réorganisés en milices d’extrême-droite. Les acteurs politiques haïtiens ont continué à recourir à des groupes armés pour défendre leurs intérêts, manipuler les élections et réprimer les troubles publics. En 1994, le président Jean-Bertrand Aristide interdit les groupes armés pro-Duvalier et dissout l’armée haïtienne, mais cela n’a pas résolu le problème car, là encore, il n’y a pas eu de désarmement. Ainsi, d’anciens militaires et d’anciens miliciens sont venus encore grossir les rangs des factions militantes officieuses. De 1994 à 2004, une insurrection anti-Aristide a lieu à Port-au-Prince, alors que d'anciens soldats attaquaient le gouvernement. En réponse au chaos, des jeunes créent des groupes d'autodéfense, appelés les chimères, qui ont été soutenus par la police et le gouvernement pour consolider leur position. Bénéficiant de facto du soutien de l'État et du parti Fanmi Lavalas d'Aristide, les gangs de jeunes ont pris le contrôle de communes entières et sont devenus de plus en plus indépendants d'esprit. Le diplomate américain Daniel Lewis Foote (en) soutient qu'« Aristide a créé [les gangs] exprès au début des années 1980, comme voix, comme moyen d'obtenir un certain pouvoir, [...] et ils se sont transformés au fil des ans ».
Après le séisme de 2010 en Haïti, des gangs plus jeunes et plus impitoyables ont surmonté la domination de gangs plus âgés et plus politiquement alignés. Les groupes armés de jeunes sont devenus de plus en plus puissants. Le tremblement de terre a également entraîné une évasion massive de criminels des prisons en Haïti. La MINUSTAH, une opération de maintien de la paix des Nations unies en Haïti lancée après la fin du coup d'État de 2004, n'a pas réussi à contenir les troubles et a commis ses propres abus. Depuis la fin de la MINUSTAH en octobre 2017, il y a eu une augmentation de la violence liée aux gangs, ainsi qu'une augmentation de la violence contre les civils, l'acte le plus notable de violence liée aux gangs étant le massacre de Port-au-Prince en 2018, au cours duquel 71 civils ont été tués,.
De 2017 à 2021, les dirigeants politiques d'Haïti se sont retrouvés plongés dans une crise, le Parlement haïtien est entré dans une impasse, l'administration publique a progressivement cessé de fonctionner faute de financement et le système judiciaire s'est effectivement effondré. Les élections prévues ont été reportées à plusieurs reprises. L'économie d'Haïti a souffert des catastrophes naturelles répétées et des troubles croissants, qui ont encore contribué à la crise. La journaliste de Vox, Ellen Ioanes, a résumé que « Haïti a fait face à des crises graves et aggravantes, notamment un tremblement de terre dévastateur de 2010, des inondations, des épidémies de choléra, des ouragans et des dirigeants corrompus, dictatoriaux et incompétents ». Les gangs sont intervenus dans le vide du pouvoir, s'emparant du pouvoir politique grâce à des politiciens coopératifs et du contrôle économique grâce au racket de protection, aux enlèvements et aux meurtres.

## Déroulement

### Escalade de 2023-2025
Le 2 octobre 2023, la résolution 2699 du Conseil de sécurité des Nations unies est approuvée et une « mission multinationale de soutien à la sécurité », dirigée par le Kenya en Haïti, est autorisée. En mars 2024, la violence des gangs s'est propagée à Port-au-Prince dans le but de provoquer la démission du Premier ministre Ariel Henry, entraînant la prise d'assaut de deux prisons et la libération de milliers de prisonniers. Ces attaques et les attaques ultérieures contre diverses institutions gouvernementales ont conduit le gouvernement haïtien à déclarer l'état d'urgence et à imposer un couvre-feu.
En mars 2024, après un voyage officiel au Kenya, Ariel Henry est bloqué à Porto Rico, à la suite de menaces des gangs qui annulent les vols à Haïti et de nombreux pays lui demandant de démissionner,. Il tente ainsi sans succès de rentrer via les États-Unis, la République dominicaine puis la Jamaïque. En parallèle, le Palais national et différents bâtiments étatiques ont été attaqués par des gangs, attaques repoussées par les forces armées. Les infrastructures portuaires et aéroportuaires ainsi que les écoles, les hôpitaux et les institutions publiques sont fermées. Le 10 mars 2024, l'armée américaine évacue par avion le personnel non essentiel de l'ambassade américaine à Port-au-Prince, en Haïti, dans un contexte d'escalade de la violence dans le pays.
Alors qu'il a exclu dans un premier temps de quitter le pouvoir, et que l'opposant Moïse Jean-Charles propose la mise en place d'un Conseil présidentiel après l'appui d'autres partis,, il démissionne le 11 mars 2024. La décision a été prise lors d'une réunion de la Communauté caribéenne au cours de laquelle les signataires de l'accord de Montana, En avant, le Collectif des signataires de la déclaration du 30 janvier 2023, ont soumis des propositions en vue d'organiser une transition. Les États-Unis ont proposé le remplacement d'Ariel Henry par un Conseil présidentiel.
Il est remplacé par un Conseil présidentiel de sept à neuf membres (dont certains seront des observateurs), avec une gouvernance multicéphale avec un nouveau chef de gouvernement supervisé par le Conseil. Les membres seront choisis par des partis politiques, Montana, et le secteur privé.
Le 12 mars 2024, le Kenya décide de suspendre l'envoi de policiers en Haïti, dans le cadre d'une mission internationale soutenue par l'ONU. Le Kenya attend l'installation d'une nouvelle autorité constitutionnelle en Haïti avant de prendre d'autres décisions. Le 20 mars, les États-Unis évacuent leurs citoyens par hélicoptère alors que les combats s'étendent. Le 22 mars, l'éminent chef de gang haïtien Ti Greg, qui s'est évadé de prison au début du mois de mars, est abattu par la police. Le 28 mars, d'après l’ONU, « la corruption, l’impunité et la mauvaise gouvernance, aggravées par les niveaux croissants de violence des gangs, ont érodé l’État de droit et conduit les institutions de l’État au bord de l’effondrement ». Le 30 mars, Jimmy Chérizier alias « Barbecue », à la tête d'une coalition de groupes armés et gangs en Haïti, se dit prêt à un dialogue.
En mars 2024, 33 000 nouveaux déplacés fuient Port-au-Prince, qui s'ajoutent à 110 000 déplacés ayant fui la capitale les mois précédents. Près de la moitié de la population du pays est en insécurité alimentaire. Quelques semaines après, ce chiffre monte à 50 000 déplacés.
En avril 2024, d'après l'ONU, l'impact des sanctions contre plusieurs chefs de gangs en Haïti est « extrêmement limité ». C'est la conclusion à laquelle est arrivé un rapport d'experts de l'ONU. Un accord politique est signé le 7 avril pour permettre l'entrée en fonction du Conseil présidentiel et prévoit une transition de 22 mois jusqu'au 7 février 2026. Le 24 avril 2024, Ariel Henry démissionne officiellement de son poste de Premier ministre d'Haïti dans une lettre publiée et signée à Los Angeles. Le Conseil présidentiel de transition prête serment le lendemain.
Le 16 mai 2024, un parti d'opposition au Kenya dépose un recours, devant un tribunal de Nairobi, pour annuler le déploiement de policiers kényans en Haïti.
Le 23 mai 2024, la fille et le gendre de l'homme politique américain Ben Baker (en), venus dans le pays en tant que missionnaires, sont abattus avec une troisième personne dans les rues de Port-au-Prince.
Le 25 juin 2024, après plusieurs mois de discussions, un premier contingent de 400 policiers kényans arrive finalement à Port-au-Prince, auxquels s’ajoutent une vingtaine d’agents venus de Jamaïque et du Belize.
Le 3 octobre 2024 avant l'aube, un massacre de plus de 115 personnes est perpétré par le gang « Gran Grif » (Grande Griffe) à Pont-Sondé dans le département de l'Artibonite. Plus de 3 661 personnes sont mortes liées à ce conflit en 2024 et 700 000 déplacées.
Entre les 6 et 11 décembre 2024, dans le bidonville de Cité Soleil, au moins 207 personnes dont une majorité âgée sont tuées, après avoir été accusées par un chef de gang d'avoir pratiqué le vaudou haïtien contre son enfant,.
Le 15 décembre, Kendy, alias « Jeff Mafia », homme de droit du chef de gang "Barbecue", est abattu, lors d'affrontement avec la police, à Port-au-Prince.
Trois mois après son déploiement, la force multinationale, confrontée à des manques d’équipement, de logistique et de fonds, n'a montré aucun résultat en matière d'amélioration sécuritaire, selon des journalistes locaux, tandis que le président kényan William Ruto affirme à la tribune de l'ONU que le déploiement des forces kenyanes sera terminé d’ici à janvier 2025.
Le 3 janvier 2025, un contingent de soldats de la paix du Guatemala et du Salvador arrive à Port-au-Prince, en Haïti, pour renforcer une mission de sécurité multinationale soutenue par les Nations Unies visant à rétablir l'ordre à Port-au-Prince dans un contexte d'augmentation de la violence des gangs.
Le 27 mars 2025, un policier kenyan déployé en Haïti dans le cadre de la Mission multinationale de soutien à la sécurité est tué, dans une embuscade présumée d'un gang.
Le 2 juillet 2025, le sous-secrétaire de l'ONU chargé des Amériques, Miroslav Jenca, s'alarme et déclare devant le Conseil de sécurité : « Nous avons continué à voir une nette érosion de l'autorité de l'État et de l'état de droit. La violence brutale des gangs touche tous les aspects de la vie publique et privée. » Le même jour, la directrice de l'Office des Nations unies contre la drogue et le crime (ONUDC), Ghada Waly, déclare que « Les groupes criminels armés ont pris le quasi-contrôle de la capitale, avec environ 90% de Port-au-Prince sous leur emprise. »

## Principaux gangs

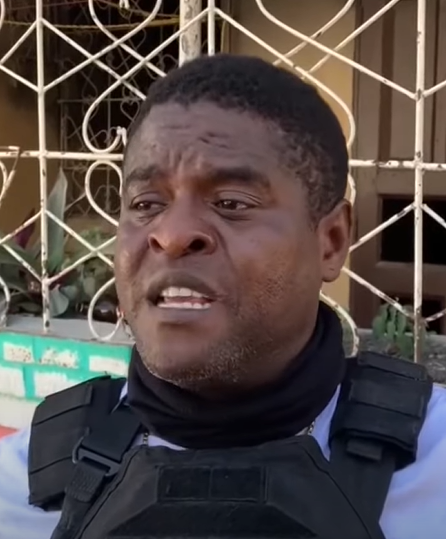
Jimmy Chérizier en janvier 2024, il est le fondateur de la bande criminelle G9.

G9 alliance :
- Delmas 6
- Baz Pilate
- Nan Ti Bwa
- Simon Pelé's gang
- Baz Krache Dife
- Baz Nan Chabon, Waf Jérémie
- Belekou gang

G-Pep :
- Boston gang
- 400 Mawozo

Gang n'ayant aucune alliance :
- Grand Ravine
- 5 Second
- Baz Galil
- Titanyen gang
- Base 5 Secondes
- Canaan gang
- Village de Dieu

## Pertes
Mi-2022, environ 1 100 personnes ont été tuées dans la guerre des gangs,. Fin 2023, les Nations unies estiment que 2 439 personnes supplémentaires ont été tuées entre janvier et août 2023. On compte 314 000 déplacés internes.
Depuis le début de l'année 2024, plus de 5 350 personnes ont été tuées et plus de 2 155 autres blessées selon un rapport de l’ONU paru le 23 décembre 2024. Chiffre qui est finalement monté à 5 601 morts sur l'ensemble de l'année 2024, pour près d'un million de déplacés.
Entre janvier et mai 2025, l'ONU estime que 2 680 personnes ont été tuées dans les violences. Jusqu'en juin 2025, selon l'OIM, environ 1,3 million de personnes avaient été forcées de fuir la violence des gangs en Haïti pour trouver refuge dans d'autres régions du pays.